# Lijst van nummer 1-hits in Denemarken in 1999
De Deense hits die in 1999 op nummer 1 in de hitlijsten stonden werden bijgehouden door de International Federation of the Phonographic Industry en Nielsen SoundScan. De hitlijsten werden gepubliceerd door het Amerikaanse magazine Billboard in de "Hits of the World" sectie. De nummer 1-hits in Denemarken van 2000 tot en met 2007 werden bijgehouden door Hitlisten, dat op zijn beurt weer werd vervangen door de Tracklisten Top 40.
| Datum        | Artiest            | Titel                            |
| ------------ | ------------------ | -------------------------------- |
| 4 januari    | Cher               | Believe                          |
| 11 januari   | Cher               | Believe                          |
| 18 januari   | Blå Øjne           | Romeo                            |
| 25 januari   | Blå Øjne           | Romeo                            |
| 1 februari   | Blå Øjne           | Romeo                            |
| 8 februari   | Blå Øjne           | Romeo                            |
| 15 februari  | Blå Øjne           | Romeo                            |
| 22 februari  | Blå Øjne           | Romeo                            |
| 1 maart      | Blå Øjne           | Romeo                            |
| 8 maart      | Blå Øjne           | Romeo                            |
| 15 maart     | Blå Øjne           | Romeo                            |
| 22 maart     | Britney Spears     | ...Baby One More Time            |
| 29 maart     | Britney Spears     | ...Baby One More Time            |
| 5 april      | Britney Spears     | ...Baby One More Time            |
| 12 april     | Britney Spears     | ...Baby One More Time            |
| 19 april     | Blå Øjne           | Dig & Mig                        |
| 26 april     | Blå Øjne           | Dig & Mig                        |
| 3 mei        | diverse artiesten  | Selv en dråbe                    |
| 10 mei       | diverse artiesten  | Selv en dråbe                    |
| 17 mei       | diverse artiesten  | Selv en dråbe                    |
| 24 mei       | diverse artiesten  | Selv en dråbe                    |
| 31 mei       | diverse artiesten  | Selv en dråbe                    |
| 7 juni       | diverse artiesten  | Selv en dråbe                    |
| 14 juni      | diverse artiesten  | Selv en dråbe                    |
| 21 juni      | diverse artiesten  | Selv en dråbe                    |
| 28 juni      | A*Teens            | Mamma mia                        |
| 5 juli       | Ann Lee            | 2 Times                          |
| 12 juli      | Lou Bega           | Mambo No. 5 (A little bit of...) |
| 19 juli      | Lou Bega           | Mambo No. 5 (A little bit of...) |
| 26 juli      | Lou Bega           | Mambo No. 5 (A little bit of...) |
| 2 augustus   | Lou Bega           | Mambo No. 5 (A little bit of...) |
| 9 augustus   | Lou Bega           | Mambo No. 5 (A little bit of...) |
| 16 augustus  | Lou Bega           | Mambo No. 5 (A little bit of...) |
| 23 augustus  | Eiffel 65          | Blue (Da ba dee)                 |
| 30 augustus  | Eiffel 65          | Blue (Da ba dee)                 |
| 2 september  | Eiffel 65          | Blue (Da ba dee)                 |
| 9 september  | Eiffel 65          | Blue (Da ba dee)                 |
| 16 september | Eiffel 65          | Blue (Da ba dee)                 |
| 23 september | Eiffel 65          | Blue (Da ba dee)                 |
| 30 september | Eiffel 65          | Blue (Da ba dee)                 |
| 7 oktober    | Eiffel 65          | Blue (Da ba dee)                 |
| 14 oktober   | Eiffel 65          | Blue (Da ba dee)                 |
| 21 oktober   | Eiffel 65          | Blue (Da ba dee)                 |
| 28 oktober   | Eiffel 65          | Blue (Da ba dee)                 |
| 4 november   | Christina Aguilera | Genie in a Bottle                |
| 11 november  | Hampenberg         | Grab That Thing                  |
| 18 november  | Hampenberg         | Grab That Thing                  |
| 25 november  | Hampenberg         | Grab That Thing                  |
| 2 december   | Hampenberg         | Grab That Thing                  |
| 9 december   | Hampenberg         | Grab That Thing                  |
| 16 december  | Daniel             | Love Will Keep Us Together       |
| 23 december  | Daniel             | Love Will Keep Us Together       |